# Открытый чемпионат Австралии по теннису 2008
Открытый чемпионат Австралии 2008 — 96-й розыгрыш ежегодного профессионального теннисного турнира серии Большого шлема, проводящегося в австралийском городе Мельбурн на кортах местного спортивного комплекса «Мельбурн Парк». Традиционно выявляются победители соревнования в девяти разрядах: в пяти — у взрослых и четырёх — у старших юниоров.
В 2008 году матчи основных сеток прошли с 14 по 27 января. Соревнование традиционно открывало сезон турниров серии в рамках календарного года.
Прошлогодние победители среди взрослых:
- в мужском одиночном разряде —  Роджер Федерер
- в женском одиночном разряде —  Серена Уильямс
- в мужском парном разряде —  Боб Брайан и  Майк Брайан
- в женском парном разряде —  Кара Блэк и  Лизель Хубер
- в смешанном парном разряде —  Елена Лиховцева и  Даниэль Нестор

## Соревнования

### Взрослые

#### Мужчины. Одиночный турнир
Новак Джокович обыграл  Жо-Вильфрида Тсонга со счётом 4-6, 6-4, 6-3, 7-6(2).
- Джокович со второй попытки побеждает в финале соревнования серии.
- Тсонга уступает свой дебютный финал соревнования серии.

#### Женщины. Одиночный турнир
Мария Шарапова обыграла  Ану Иванович со счётом 7-5, 6-3.
- Шарапова выигрывает 1-й титул в сезоне и 3-й за карьеру на соревнованиях серии.
- Иванович уступает 1-й финал в сезоне и 2-й за карьеру на соревнованиях серии.

#### Мужчины. Парный турнир
Йонатан Эрлих /  Энди Рам обыграли  Арно Клемана /  Микаэля Льодра со счётом 7-5, 7-6(4).
- Эрлих выигрывает 1-й титул в сезоне и 12-й за карьеру на соревнованиях основного тура ассоциации.
- Рам выигрывает 1-й титул в сезоне и 12-й за карьеру на соревнованиях основного тура ассоциации.

#### Женщины. Парный турнир
Алёна Бондаренко /  Катерина Бондаренко обыграли  Викторию Азаренко /  Шахар Пеер со счётом 2-6, 6-1, 6-4.
- Алёна выигрывает 1-й титул в сезоне и 2-й за карьеру на соревнованиях тура ассоциации.
- Катерина выигрывает свой дебютный финал на соревнованиях тура ассоциации.

#### Микст
Сунь Тяньтянь /  Ненад Зимонич обыграли  Саню Мирза /  Махеша Бхупати со счётом 7-6(4) 6-4.
- Сунь выигрывает свой дебютный финал на соревнованиях серии.
- Зимонич выигрывает 1-й титул в сезоне и 3-й за карьеру на соревнованиях серии.

### Юниоры

#### Юноши. Одиночный турнир
Бернард Томич обыграл  Яна Цзунхуа со счётом 4-6, 7-6(5), 6-0.
- представитель Австралии выигрывает домашний турнир серии второй год подряд.

#### Девушки. Одиночный турнир
Аранча Рус обыграла  Джессику Мур со счётом 6-3, 6-4.
- представительница Нидерландов побеждает на соревнованиях серии впервые с 2004 года.

#### Юноши. Парный турнир
Се Чжэнпэн /  Ян Цзунхуа обыграли  Вашека Поспишила /  Сесара Рамиреса со счётом 3-6, 7-5, [10-5].
- представитель Тайваня побеждает на соревновании серии впервые с 2005 года.

#### Девушки. Парный турнир
Ксения Лыкина /  Анастасия Павлюченкова обыграли  Елену Богдан /  Мисаки Дои со счётом 6-0, 6-4.
- российская мононациональная пара выигрывает австралийский турнир серии второй год подряд.